# Javier Espinosa Robles
Javier Espinosa Robles (Málaga, España, 18 de abril de 1964) una personalidad del periodismo Internacional para medios españoles. Es conocido por ser periodista de guerra del periódico El Mundo. Durante 35 años ha sido corresponsal en América Latina, África, Oriente Próximo y Asia, ha cubierto cerca de una veintena de guerras en lugares como la ex Yugoslavia, Israel, Líbano, Ruanda, Sierra Leona, Sri Lanka, Colombia, Libia, Yemen, Afganistán, Irak, Argelia, Birmania, Siria o Ucrania, y ha viajado por más de 120 países.

## Biografía
Licenciado en la Facultad de Ciencias de la Información de la Universidad Complutense. En 1981 empieza a escribir en los diarios La Tarde y El Día de Santa Cruz de Tenerife. Ya en la península, colabora con el Ya, El Independiente, Revista de Defensa y el semanario Época, para quien cubre la I Guerra del Golfo, desde Israel, y la Guerra de Yugoslavia.
En 1994 empieza a colaborar con El Mundo y cubre el genocidio de Ruanda, y el fin del apartheid en Sudáfrica. De África se traslada a desempeñarse como corresponsal de El Mundo para América Latina con base en México y cubre acontecimientos como la intervención de EE. UU. en Haití, el conflicto de Chiapas, la guerra de Perú y Ecuador o el interminable conflicto de Colombia.
En 1999 pasa destinado a Marruecos para atender la corresponsalía de África y el Magreb. Desde allí informa sobre la atroz guerra civil de Argelia, y otros muchos conflictos como el de Sierra Leona, Burundi, Costa de Marfil, Congo o Uganda. En enero de 1999 es secuestrado brevemente por la guerrilla de Sierra Leona.
Posteriormente, en 2002, es trasladado a Jerusalén para cubrir la corresponsalía de Oriente Medio, donde permanecerá hasta 2006. Cubriendo la misma corresponsalía, fija su residencia en Beirut, estando presente en todas los grandes acontecimientos de esa zona entre 2002 y 2014, incluida la Segunda Intifada, la guerra que libró Hizbulá contra Israel en 2006 o todas las revueltas que sacudieron a la mayoría de los países árabes a partir de 2011, salvo la de Túnez, y las subsiguientes guerras civiles de países como Libia, Siria o Yemen.
El 16 de septiembre de 2013 es secuestrado en Siria por el ISIS y liberado el 29 de marzo de 2014.
A partir de finales de 2014 se traslada a Asia y se convierte en corresponsal de El Mundo en esa región, con base en China. Allí cubre crisis como las masacres de la minoría Rohingya en Myanmar, la represión de la minoría Uighur en Xinjiang, el terremoto de Nepal y el tsunami de Indonesia.
Tras su regreso a España en 2019, ha seguido ejerciendo como enviado especial para cubrir crisis y conflictos en Irak, Siria, Bielorrusia, Polonia, Bosnia, Italia, Moldavia, Ucrania o la última guerra entre Hizbulá e Israel (2023/2024).

## Distinciones

### 1999
- Premio "Prix Bayeux-Calvados" de Corresponsales de guerra.
- Premio "PrixOuest-France Jean MARIN".

### 2000
- Premio Internacional de Periodismo "Rey de España".

### 2003
- Premio "Ortega y Gasset" (II Guerra del Golfo) (Colectivo).
- Premio "Pluma de la Paz" (II Guerra del Golfo) (Colectivo).

### 2005
- XXI Premio de Periodismo "Cirilo Rodríguez".

### 2006
- Premio "Prix Bayeux-Calvados" de Corresponsales de guerra.

### 2011
- II Premio "Manu Leguineche" de Periodismo.

### 2012
- XI Premio "Miguel Gil Moreno" de Periodismo.
- Premio "Prix Bayeux-Calvados" de Corresponsales de guerra.
- Premio "Libertad de Expresión" de la Unió de Periodistes Valencians.

### 2013
- Premio ANIGP-TV.
- La AOAV (Action on Armed Violence) le incluye entre los "100 most influential journalist" del mundo.

### 2014
- Premio del Círculo Internacional de Prensa (conjuntamente con Marc Marginedas y Ricardo García Vilanova).
- Premio Couso (conjuntamente con Marc Marginedas y Ricardo García Vilanova).
- Premio Internacional de Periodismo "Vázquez Montalbán"
- Premio Internacional de Periodismo El Mundo (conjuntamente con Marc Marginedas y Ricardo G.ª Vilanova).

## Publicaciones
- Siria, el país de las almas rotas 2016 (conjuntamente con Mónica G. Prieto).
- La semilla del odio: De la revolución al califato del ISIS 2017 (conjuntamente con Mónica G. Prieto).